# Adscita italica
Adscita italica is een vlinder uit de familie bloeddrupjes (Zygaenidae). De wetenschappelijke naam is voor het eerst geldig gepubliceerd in 1937 door Alberti.
De soort komt voor in Europa.